# اد ایسکندریان
اد ایسکندریان ( انگلیسی: Ed Iskenderian؛ ۱۰ ژوئیهٔ ۱۹۲۱ ) کارآفرین ارمنی‌تبار اهل ایالات متحده آمریکا بود.

## زندگی‌نامه
وی در ۱۰ ژوئیه ۱۹۲۱ در شهرستان تولار، کالیفرنیا به دنیا آمد .